# Эллиотт, Харви
Ха́рви Дэниел Джеймс Э́ллиотт (англ. Harvey Daniel James Elliott; род. 4 апреля 2003, Чертси, Юго-Восточная Англия) — английский футболист, полузащитник клуба «Ливерпуль».

## Клубная карьера
Воспитанник футбольной академии лондонского «Фулхэма».
За взрослую команду дебютировал 25 сентября 2018 года в матче третьего раунда Кубка лиги против «Миллуола». Стал самым молодым игроком «Фулхэма» в истории клуба: на момент дебюта ему было 15 лет и 174 дня. В английской Премьер-лиге дебютировал 4 мая 2019 года в матче против «Вулверхэмптона». Стал самым молодым игроком в истории турнира: на момент дебюта ему было 16 лет и 30 дней.

### «Ливерпуль»

#### 2019/20
Летом 2019 года перешёл в «Ливерпуль».
В ноябре 2019 года в матче против лондонского «Арсенала» Эллиот стал самым молодым игроком в истории Энфилда.
Эллиотт подписал свой первый профессиональный контракт с «Ливерпулем» 6 июля 2020 года.
10 февраля 2021 года независимый Комитет по компенсациям в профессиональном футболе обязал «Ливерпуль» выплатить «Фулхэму» нераскрытую сумму за трансфер Эллиотта. Ливерпуль подтвердил, что сумма составила 1,5 миллиона фунтов стерлингов, плюс 2,8 миллиона фунтов стерлингов в виде бонусов. Эта сумма стала рекордной за трансфер 16-летнего игрока.

##### Аренда в «Блэкберн Роверс»
В октябре 2020 года Эллиотт перешел в клуб Чемпионшипа «Блэкберн Роверс» на правах аренды на сезон. Эллиот дебютировал за «Блэкберн» 21 октября. Свой первый гол за клуб он забил в матче против «Ковентри Сити» 24 октября.
В апреле 2021 года Эллиотт был номинирован на награду «Молодой игрок сезона Английской футбольной лиги», которую в итоге получил игрок «Рединга» Майкл Олисе. Сезон 2020-21 Эллиотт закончил с 7 голами и 11 результативными передачами. Он вернулся в «Ливерпуль» после окончания сезона в Чемпионшипе в мае 2021 года.

#### 2021/22
Эллиотт подписал новый долгосрочный контракт с «Ливерпулем» 9 июля 2021 года. Он дебютировал за «Ливерпуль» в Премьер-лиге 21 августа в матче против «Бернли». 12 сентября Эллиотт вывихнул лодыжку в столкновении с защитником «Лидс Юнайтед» Паскалем Стрейком. После травмы «Ливерпуль» подтвердил, что игроку потребуется операция. 14 сентября Эллиотт успешно перенес операцию в Лондоне, и появилась информация, что клуб не теряет надежды на его возвращение до конца сезона 2021-22.
Эллиотт вернулся в состав «Ливерпуля» 6 февраля 2022 года в матче четвертого раунда Кубка Англии против «Кардифф Сити», выйдя на замену на 58-й минуте.
16 февраля 2022 года Эллиотт дебютировал в Лиге чемпионов, выйдя в стартовом составе на матч против клуба «Интер Милан». Он отыграл 60 минут, после чего его заменил Наби Кейта.
Эллиотт вышел на поле на 79-й минуте финала Кубка Английской футбольной лиги 2022 года вместо капитана Джордана Хендерсона и отыграл оставшиеся минуты в матче, включая все дополнительное время. В послематчевой серии пенальти Эллиотт забил 9-й мяч. Матч завершился победой «Ливерпуля» по пенальти со счетом 11:10, что стало первой победой в Кубке Английской футбольной лиги за 10 лет.

#### 2022/23
27 августа 2022 года он забил свой первый гол в Премьер-лиге за «Ливерпуль» в разгромной победе над «Борнмутом». Эллиотт стал постоянным игроком первой команды и получил похвалу за свою «исключительную игру» в матче против «Ньюкасл Юнайтед».
12 октября 2022 года он забил свой первый гол в Лиге чемпионов в матче против «Рейнджерс», который «Ливерпуль» выиграл со счетом 7:1, что стало первым случаем, когда команда пропустила семь голов на стадионе «Айброкс». Второй гол в Лиге чемпионов он забил всего две недели спустя в матче против «Аякса».

## Карьера в сборной
Выступал за сборные Англии до 15, до 16, до 17 лет и выступает до 21 года. Победитель двух Чемпионатов Европы среди молодёжных команд — 2023 и 2025. На молодёжном ЧЕ-2025 был признан лучшим игроком и забил 5 голов.

## Достижения
«Ливерпуль»
- Чемпион Англии : 2024/25
- Обладатель Кубка Англии: 2021/22
- Обладатель Суперкубка Англии: 2022
- Обладатель Кубка Футбольной лиги (2): 2021/22, 2023/24
- Обладатель Суперкубка УЕФА: 2019

## Клубная статистика
| Выступление       | Выступление      | Выступление      | Чемпионат | Чемпионат | Кубки | Кубки | Еврокубки | Еврокубки | Прочие | Прочие | Итого | Итого |
| Клуб              | Лига             | Сезон            | Игры      | Голы      | Игры  | Голы  | Игры      | Голы      | Игры   | Голы   | Игры  | Голы  |
| ----------------- | ---------------- | ---------------- | --------- | --------- | ----- | ----- | --------- | --------- | ------ | ------ | ----- | ----- |
| Фулхэм            | Премьер-лига     | 2018/19          | 2         | 0         | 1     | 0     | 0         | 0         | 0      | 0      | 3     | 0     |
| Фулхэм            | Итого            | Итого            | 2         | 0         | 1     | 0     | 0         | 0         | 0      | 0      | 3     | 0     |
| Ливерпуль         | Премьер-лига     | 2019/20          | 2         | 0         | 6     | 0     | 0         | 0         | 0      | 0      | 8     | 0     |
| Ливерпуль         | Премьер-лига     | 2020/21          | 0         | 0         | 1     | 0     | 0         | 0         | 0      | 0      | 1     | 0     |
| Ливерпуль         | Премьер-лига     | 2021/22          | 6         | 0         | 4     | 1     | 1         | 0         | 0      | 0      | 11    | 1     |
| Ливерпуль         | Премьер-лига     | 2022/23          | 32        | 1         | 5     | 2     | 8         | 2         | 1      | 0      | 46    | 5     |
| Ливерпуль         | Премьер-лига     | 2023/24          | 34        | 3         | 9     | 1     | 10        | 0         | 0      | 0      | 53    | 4     |
| Ливерпуль         | Премьер-лига     | 2024/25          | 10        | 0         | 4     | 1     | 4         | 3         | 0      | 0      | 18    | 4     |
| Ливерпуль         | Итого            | Итого            | 84        | 4         | 29    | 5     | 23        | 5         | 1      | 0      | 137   | 14    |
| → Блэкберн Роверс | Чемпионшип       | 2020/21          | 41        | 7         | 1     | 0     | 0         | 0         | 0      | 0      | 42    | 7     |
| → Блэкберн Роверс | Итого            | Итого            | 41        | 7         | 1     | 0     | 0         | 0         | 0      | 0      | 42    | 7     |
| Всего за карьеру  | Всего за карьеру | Всего за карьеру | 127       | 11        | 31    | 5     | 23        | 5         | 1      | 0      | 182   | 21    |